# Néo-védanta
 (janvier 2023).
Si vous disposez d'ouvrages ou d'articles de référence ou si vous connaissez des sites web de qualité traitant du thème abordé ici, merci de compléter l'article en donnant les références utiles à sa vérifiabilité et en les liant à la section « Notes et références ».
On appelle néo-védanta la forme moderne du Vedānta qui, à partir du XIXe siècle s'exprime en anglais plutôt qu'en sanskrit. 

## Description
La préoccupation principale de ce courant (on ne peut pas vraiment parler d'école), consiste à faire la synthèse des trois principales écoles du védanta traditionnel. Les principaux représentants du néo-védanta sont Ramakrishna, Swami Vivekananda, Shri Aurobindo, Sarvepalli Radhakrishnan et T. M. P. Mahadevan. 
Vivekananda pense que les trois formes du védanta sont vraies successivement. Le dualisme de Madhva représente l'état de l'âme encore séparée de Dieu et qui ne peut concevoir ni réaliser l'identité ātman/brahman. Le non-dualisme qualifié de Ramanuja représente l'état de l'âme qui s'est rapprochée de Dieu, mais qui au sein de cette proximité établit encore une distinction entre les deux principes. Le non-dualisme de Shankara, supérieur aux deux autres, représente l'état suprême où l'âme ne fait plus aucune distinction avec l'absolu. Elle a pleinement réalisé la maxime des Upaniṣad majeures : "Tu es Cela". 
Aurobindo pense lui que les trois écoles du védanta sont fausses si on les considère isolément et vraies si on les considère simultanément. Elles représentent chacune un état d'équilibre particulier au sein de tous les rapports possibles entre être et conscience.
Mahadevan pense que les divergences entre les multiples formes de védanta sont plus apparentes que réelles. Elles sont liées à l'application des concepts de continuité et de discontinuité aux différents ordres de réalités analysés.